# The Paper Champions
"The Paper Champions" fue una banda estadounidense Emo/Indie proveniente de Atlanta, EE. UU., formada desde el año 2004. 

## Sonido
Su sonido se asemeja a Mineral, The Appleseed Cast y Jawbreaker debido a sus melodías suaves, intensas y armoniosas en todas sus canciones. 

## Discografía
Su primer lanzamiento fue su LP titulado "Weekend to Compromise", lanzado por "Reason Y Records" en el 2005. Un año después, lanzan su primer EP llamado "End.Transmission" durante el año 2006 por la misma discográfica. Su último lanzamiento sería su LP titulado "Sounds From The Cutting Room Floor" en el año 2008 por "Reason Y Records" en conjunto con la discográfica "The Orchard Records". La banda también se hace mayormente conocida por su canción Ask Emma en el álbum "The Emo Diaries #9", extraída del álbum "Sounds From The Cutting Room Floor" en el año 2008. Prácticamente, después de este álbum, la banda se separa dándose un descanso indefinido. 